# Brieva de Cameros
Brieva de Cameros település Spanyolországban, La Rioja autonóm közösségben. Brieva de Cameros Ventrosa, Anguiano, El Rasillo de Cameros, Ortigosa de Cameros, Villoslada de Cameros, Montenegro de Cameros és Viniegra de Arriba községekkel határos. Lakosainak száma 38 fő (2024).

## Népesség
A település népessége az elmúlt években az alábbi módon változott:
| Lakosok száma | 78   | 73   | 65   | 59   | 58   | 56   | 53   | 44   | 46   | 38   |
|               | 2001 | 2004 | 2007 | 2009 | 2012 | 2014 | 2017 | 2019 | 2022 | 2024 |